# أخضر (اسم)
أخضر هو اسم علم مذكر من أصل عربي، ومعناه هو نسبةً إلى اللون الأخضر.

## وصلات خارجية
- موسوعة السلطان قابوس لأسماء العرب